# Вулиця Академіка Заболотного (Київ)
Ву́лиця Акаде́міка Заболо́тного — вулиця в Голосіївському районі міста Києва, житловий масив Теремки-І, місцевості Феофанія, Пирогів, Віта-Литовська. Пролягає від Одеської площі до Столичного шосе. Є частиною Великої Окружної дороги.
Прилучаються вулиці Івана Сірка, проїзд без назви до Планетної вулиці, Якова Степового, Метрологічна, проїзд до лікарні «Феофанія» (колишня вулиця Агротехніків), вулиці Пантелеймонівська, Полонської-Василенко, Академіка Тронька, Квітуча, Комунальна, Пирогівський шлях, Бродівська, Бродівський провулок, залізниця Київ-Миронівка (міст), вулиця Фестивальна, Дніпровське шосе (шляхопровід), вулиці Лазурна та Передова.

## Історія
Вулиця виникла в середині XX століття як незабудований Хотівський шлях або Хотівська дорога № 1 у межах теперішнього житломасиву Теремків-І і Феофанії. З 1961 року — вулиця Агротехніків. Сучасна назва на честь українського вченого Данила Заболотного — з 1966 року.
У 1977 році до вулиці приєднано частину Великої Окружної дороги (у бік Пирогова і Віти-Литовської), після чого вона і набула теперішньої довжини.
До 1985 року проїжджа частина була лише дальньою від Києва смугою, Одеська площа являла тоді велике кільце з кільцевим рухом, а на місці ближньої смуги між дорогою і кінно-спортивною базою «Динамо» були погреби мешканців прилеглих будинків. Від ВДНГ ходили автобуси маршрутів № 61 (до лікарні «Феофанія») та № 63 (до вул. Метрологічна). 
На початку 2000-х років вулицею прокладено тролейбусну лінію (маршрут №11 до Музею народної архітектури та побуту).
24 січня 2022 року відкрився автобусний маршрут № 57 (Ст. м. «Академмістечко» — Авторинок), а 8 жовтня маршрут № 38 (Ст. м. «Деміївська» — вул. Метрологічна).

## Найдовший будинок міста
З 1987 по 1990 роки споруджено "будинки-фрактали", один з яких — найдовший будинок міста і 2 за довжиною в Україні з парного боку вулиці (будинки № 2 — 122). Споруджений за унікальним проєктом багатоповреховий будинок має довжину 2128 метрів, складається з 61 секції та 4496 квартир. Місцеві називають будинок "соти", через нетипове розміщення секцій у формі шестикутників. 
7 лютого 2024 року уламок російської ракети влучив в одну з секцій будинку.

## Установи та заклади
- № 6а — Школа І-ІІІ ступенів № 286;
- № 19 — Інститут бджільництва ім. П. І. Прокоповича та музей бджільництва;
- № 21 — клінічна лікарня «Феофанія»;
- № 20а — відділення зв'язку № 187 та бібліотека № 152;
- № 27 — Головна астрономічна обсерваторія НАН України;
- № 48а — поліклініка № 1 Голосіївського р-ну;
- № 70а — дитячий садок № 798 «Калинонька»;
- № 114а — дитячий навчальний заклад «Джерельце»;
- № 144 — СЗШ № 236;
- № 146 — школа-інтернат № 7 для дітей з важкими вадами мовлення;
- № 148 — Інститут клітинної біології та генетичної інженерії НАН України;
- № 150 — Інститут молекулярної біології і генетики НАН України;
- № 152 — агрокомпанія «Райз»;
- № 154 — Інститут мікробіології і вірусології імені Д. К. Заболотного НАН України;
- № 158 — агрокомпанія Миронівський хлібопродукт.

## Пам'ятники
У жовтні 2014 року на вул. Заболотного за ініціативою та на пожертвування мешканців мікрорайону «Теремки-I» та організацій установили пам'ятний знак Героям Небесної сотні

## Додатково
- Комплекс житлових будинків, а фактично — один величезний житловий будинок, розділений на 61 секцію (№ 2—122) іноді називають «китайська стіна» чи «сотки», бо в плані комплекс нагадує бджолині стільники (рос. соты).
- Забудова вулиці присутня лише до шляху до Музею народної архітектури та побуту. Решта вулиці проходить серед полів, лук та пагорбів, де поблизу немає ніякої забудови (приватна забудова з'являється лише в районі заключної частини вулиці).

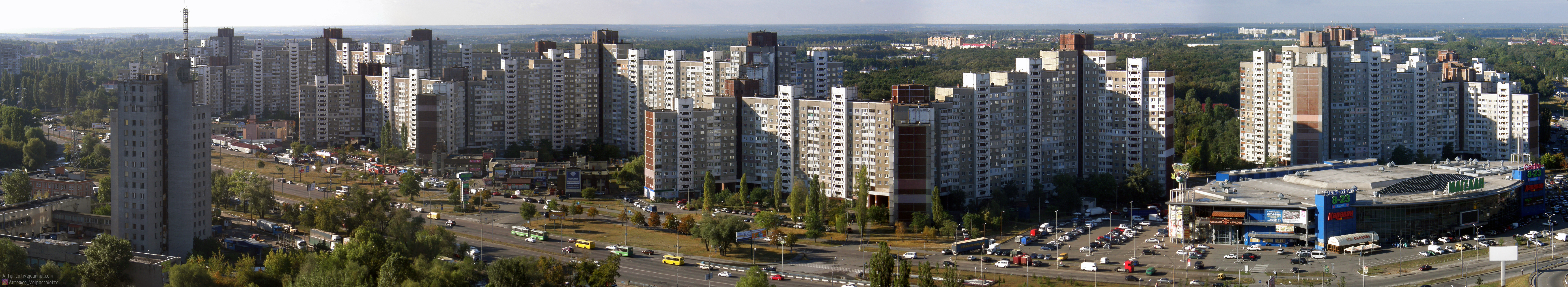
Комплекс двох найдовших будинків Києва на Теремках